# Dràcula
|  | Per a altres significats, vegeu «Dracula». |

Dràcula és una novel·la de terror de 1897 escrita per l'autor irlandès Bram Stoker. L'estil de novel·la epistolar condiciona el tractament dels temes, el narrador es veu subjugat per l'horror i la fascinació que enquadren l'obra en el gènere de terror, tot i la complexitat del personatge del vampir, recuperat per adaptacions posteriors, on no és simplement un monstre sinó un personatge complex. En aquesta complexitat hi ha fortes connotacions sexuals, que ressalten l'aspecte marginal del vampir, un tret típic del romanticisme (tot i que l'obra és molt posterior). Apareix la figura de la dona com a seductora.
Un tema paral·lel és la batalla entre ciència i superstició, present a la literatura de final de segle xix. El protagonista venç gràcies al seu esperit obert, que lluita contra la superstició, i al seu coneixement científic (si bé recorre a tècniques tradicionals). L'ambient del comte, per contra, representa el passat tancat.

## El Dràcula històric

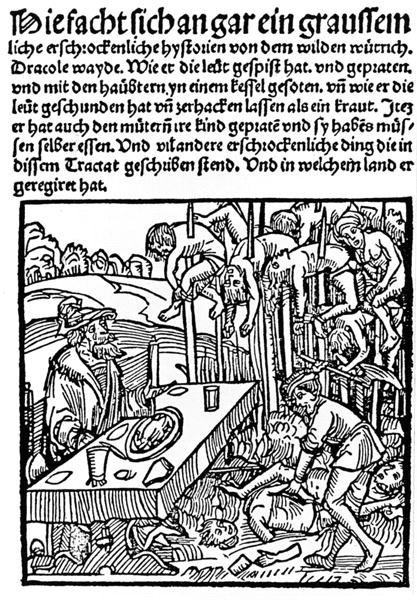
Vlad Tepes. Crònica de Brodoc, Nüremberg 1499.

Per a la seva obra, Bram Stoker es va inspirar en una figura històrica real: el príncep (voivoda) Vlad Tepes (literalment, Vlad l'Empalador); a més de les històries i llegendes de vampirs que circulaven per l'Europa Oriental. Tepes va viure al segle xv, va ser príncep de Valàquia, territori que juntament amb Moldàvia i Transsilvània formà el regne de Romania.
Des de molt petit, Tepes va mostrar un interès morbós per les masmorres del castell del seu pare. A la seva terra va ser un heroi per la seva resistència ferotge a la conquesta turca. Però va ser també extremadament cruel amb els seus enemics, als quals sovint condemnava a morir empalats. La història explica, i molts gravats ho avalen, que Vlad Tepes sucava pa en un recipient amb sang de les seves víctimes. El terme Dràcula deriva del romanès Draculea, que significa fill de Dracul, nom amb què es coneixia el seu pare, membre de l'Orde del Drac, fundada pel rei d'Hongria Segimon I. El terme romanès dracul significa «fill del diable». En la Romania moderna, el castell i la regió on va viure aquest personatge són un important destí turístic.
Bram Stoker va trobar una breu referència a Dràcula en un llibre sobre Valàquia i Moldàvia, en què deia a peu de pàgina: Dràcula en la llengua nativa de Valàquia significa diable. La sonoritat d'aquest nom va agradar a Stoker, que havia anomenat originalment el seu vampir, comte Vampir. Va decidir llavors anomenar-lo comte Dràcula. Stoker no sabia res sobre la vida del veritable Vlad Tepes, tot i que es diu sense gaire fonament que Arminius Vambéry, un professor hongarès, expert en temes orientals li va donar molta informació sobre Transsilvània i sobre Vlad Tepes.
Stoker i Vambéry es van reunir poques vegades a Londres i no necessàriament van parlar de vampirs.

## Argument
La novel·la comença amb Jonathan Harker, un advocat anglès, que viatja cap a Transsilvània per tancar un negoci de compra de propietats a Londres efectuada pel comte Dràcula. Jonathan és rebut amb hospitalitat pel comte, que sembla un ancià amable però excèntric, orgullós dels seus avantpassats. Amb ell manté llargues xerrades sobre Londres i els seus costums fins que surt el sol, moment en el qual el Dràcula sempre es retira.
Al llarg dels dies Jonathan comença a veure coses estranyes, com ara que el comte no menja mai, no es reflecteix als miralls i que baixa per les parets del seu castell aferrant-s'hi amb les ungles. A més a més descobreix que és presoner del comte. En unes estances del castell és atacat per tres dones, que li haurien xuclat la sang si no arriba a ser per la intervenció de Dràcula.
Finalment Jonathan descobreix que el comte dorm dins d'una caixa, en estat de mort aparent, i té indicis que s'alimenta de sang. Dràcula abandona el castell per traslladar-se a Londres i deixa Jonathan a mercè de les tres vampiresses. S'emporta caixes plenes de terra sagrada del seu país, per amagar-s'hi. Jonathan decideix abandonar el castell a la desesperada, encara que li costi la vida.
Mentrestant, a Anglaterra, Wilhemina, Mina Murray, la promesa de Jonathan, passa uns dies amb la seva amiga Lucy Westenra, una noia adinerada que viu amb la mare en una mansió. Tres amics, Arthur Holmwood, el doctor John Seward i un americà, Quincey Morris proposen matrimoni a Lucy, que decideix casar-se amb Arthur, el qual ja estimava d'entrada.
En aquells dies, la Demeter, la nau que transportava el comte i les seves caixes de terra, encalla al port de Withby enmig d'una tempesta. La tripulació ha desaparegut i només troben el capità, lligat al timó i aferrat a un crucifix. Al diari de bord parla de les desaparicions progressives dels membres de la tripulació per causa d'una presència maligna a bord. En el moment d'encallar, del vaixell baixa un ésser semblant a un gran gos, que desapareix.
Mentrestant, el doctor Seward, que és el director d'un manicomi, per tal d'oblidar que Lucy l'ha rebutjat, se centra a estudiar Renfield, un pacient del manicomi, maníac zoofàg, que creu que devorant vides, des de mosques fins a persones, pot allargar-se la vida. Renfield, com si tingués una mena de connexió telepàtica amb Dràcula, comença a parlar d'un "amo" que vindrà a treure'l d'allà.
Lucy començà a mostrar-se inquieta quan dorm i a caminar en somnis. Mina la vigila, però un dia descobreix que la noia ha aconseguit anar-se'n de casa. Quan surt a trobar-la veu que un ésser amb ulls vermells s'inclina sobre ella i després es retira. Mina la recull i la porta cap a casa. Li troba dues punxades al coll, però ho atribueix a una punxada accidental amb un imperdible. Lucy li demana que no digui res a la seva mare, perquè pateix una afecció cardíaca.
Jonathan aconsegueix arribar fins a Bucarest i escriu Mina demanant que vingui a trobar-lo i és gairebé amb ella. A conseqüència de la seva terrible experiència, Jonathan ha patit unes febres cerebrals i desconfia de tot el que li va passar al castell de Dràcula i del que ha anat anotant al seu diari. Mina va a trobar Jonathan i es casen.
Els dies següents Lucy es comença a trobar malament i sempre està pàlida i dèbil. Arthur se n'adona i li demana al seu amic, el doctor Seward que li faci un cop d'ull. Incapaç de descobrir què li passa a Lucy, Seward entra en contacte amb el seu antic mestre, un holandès anomenat Abraham Van Helsing. Van Helsing li fa diverses transfusions de sang, primer del seu promès, i després d'ell mateix i del doctor Seward, però Lucy sempre recau sense explicació. Una nit que Van Helsing ha de tornar a Amsterdam i que el doctor Seward no es pot quedar a vigilar-la, un llop ataca a Lucy i la seva mare. Com que està malalta del cor, la senyora Westenra mor de l'espant i l'endemà al matí troben Lucy extremament pàl·lida i quasi sense vida. Malgrat que li fan una altra transfusió, amb la sang de Quincey Morris, Lucy mor aparentment.
Els dies posteriors al seu enterrament comencen a aparèixer nens amb senyals al coll que parlen d'una dona bonica. Van Helsing comença a parlar dels vampirs al doctor Seward i li revela que creu que Lucy està darrere d'aquestes agressions i que vol entrar a la seva tomba, clavar-li una estaca al cor i tallar-li el cap. De nit entren a la tomba de Lucy i la troben buida. L'endemà al matí hi tornen i hi troben el cos de Lucy, que sembla més plena de vida i més bonica que quan era viva. Tot i així el doctor es mostra reticent a creure-hi i comença a plantejar-se si Van Helsing s'ha tornat boig. Van Helsing reuneix el doctor, Quincey Morris i Arthur Holmwood, ara Lord Godalming, ja que el seu pare ha mort recentment i li ha deixat el títol.
El professor, que sap que no el creuen, decideix portar-los a la tomba de Lucy, on la troben viva, amb un nen petit que ha segrestat per xuclar-li la sang, descobreixen que és una vampiressa i decideixen acabar amb ella. Arthur li clava una estaca al cor i després li tallen el cap.
Poc després Mina, preocupada per la salut de Jonathan, ensenya el seu diari a Van Helsing, que li confirma que tot el que ha passat al seu marit és veritat. Tots es reuneixen i decideixen acabar amb Dràcula. Van a les seves propietats i comencen a destruir les caixes amb terra sagrada perquè no tingui cap lloc on amagar-se. Mentrestant, Dràcula s'infiltra a casa del doctor Seward amb l'ajuda de Renfield, ataca Mina i l'obliga a beure's la seva sang, de manera que la noia s'anirà convertint gradualment en una vampiressa.
Sabent que han destruït totes les caixes excepte una, Dràcula decideix tornar al seu país, però el persegueixen. A Transsilvània, Van Helsing i Mina arriben fins al castell i allà el professor acaba amb les tres vampiresses que havien atacat Jonathan. Mentrestant, Harker i els altres segueixen el comte, que és transportat en un carruatge. Quan està a punt d'arribar al seu castell, assalten el carruatge i després d'una lluita a espasa amb els homes que el transportaven, en la qual Quincey Morris perd la vida, aconsegueixen tallar-li el cap i apunyalar-lo al cor, acabant així amb ell.

## Traduccions al català
- Stoker, Bram. Dràcula. Traducció: Sílvia Aymerich.  Laertes, 2002 (L'Arcà, 8). ISBN 978-84-7584-104-5.[2]
- Stoker, Bram. El convidat de Dràcula. Traducció: Joan Pastor.  Edicions Tres i Quatre, 09-2003 (El grill, 63). ISBN 978-84-7502-680-0.[3]
- Stoker, Bram. Dràcula. Traducció: Anna Gasol.  Barcanova, 2011. ISBN 978-84-4892-679-3.
- Stoker, Bram. Dràcula. Traducció: Xavier Zambrano.  Viena edicions, 10-2022 (Club Victòria, 8). ISBN 978-84-18908-64-4.[4]